# Neurotomía selectiva peneana
La neurotomía selectiva peneana, es una intervención quirúrgica que implica la sección de varios filetes neuro-sensitivos del pene los cuales aportan sensibilidad al glande.
Al cortar varios de estos filamentos neuro-sensitivos, el glande pierde sensibilidad. Esta consecuencia es utilizada en aquellos pacientes que presentan cuadro de eyaculación precoz

## Indicaciones
La neurotomía selectiva está indicada en aquellos pacientes que presentan un cuadro de eyaculación precoz cuyos tratamientos convencionales (farmacoterapia, técnicas conductistas o psicoterapia) no han dado resultado. Este tratamiento invasivo e irreversible, se reserva únicamente para casos rebeldes o refractarios a los tratamientos habituales.

## Técnica Quirúrgica
Bajo anestesia local, de forma ambulatoria. Tras practicar una incisión idéntica a la circuncisión se disecan las capas de tejido subepitediales hasta llegar al plano en el que discurre el paquete neurovascular del pene con la ayuda del microscopio quirúrgico se van identificando los filetes nerviosos a seccionar. Una vez realizada la neurotomía de los nervios sensitivos escogidos, se realiza a la sutura de la herida.

## Resultados
La eyaculación precoz se define como la incapacidad para controlar voluntariamente la eyaculación tras alcanzar un grado de excitación sexual intensa.
Tras la sección de varios filetes neurosensitivos, el glande pierde parte de la hipersensibilidad que presentan estos pacientes por lo que para conseguir el estímulo necesario que provoque la eyaculación precisan de un tiempo más prolongado en excitación sexual alargándose el tiempo coital, proporcionando mejor satisfacción a la pareja y una disminución importante de la ansiedad en el varón, causada por la inmediatez durante la copula.

## Efectos secundarios
Únicamente se pierde parte de la sensibilidad del glande, lo cual provocará un retraso en la eyaculación, objetivo de la intervención la neurotomía selectiva del pene. No altera otros parámetros relacionados con las prácticas sexuales, es decir, no afectan a la potencia, al deseo sexual, al orgasmo o a la calidad del eyaculado. Uno de los riesgo de la intervención es la pérdida definitiva, total o parcial, de la sensibilidad del glande por lo que este procedimiento no es la primera opción de tratamiento.